# Рандсбург (Каліфорнія)
Рандсбург (англ. Randsburg) — переписна місцевість (CDP) в США, в окрузі Керн штату Каліфорнія. Населення — 45 осіб (2020).

## Географія
Рандсбург розташований за координатами 35°22′7″ пн. ш. 117°39′37″ зх. д. / 35.36861° пн. ш. 117.66028° зх. д. (35.368658, -117.660322).  За даними Бюро перепису населення США в 2010 році переписна місцевість мала площу 5,04 км², з яких 4,94 км² — суходіл та 0,10 км² — водойми.

## Демографія
Згідно з переписом 2010 року, у переписній місцевості мешкало 69 осіб у 42 домогосподарствах у складі 17 родин. Густота населення становила 14 особи/км².  Було 97 помешкань (19/км²).
Расовий склад населення:
| - 89,9 % — білих - 5,8 % — корінних американців - 2,9 % — азіатів |

До двох чи більше рас належало 1,4 %. Частка іспаномовних становила 2,9 % від усіх жителів.
За віковим діапазоном населення розподілялося таким чином: 2,9 % — особи молодші 18 років, 63,8 % — особи у віці 18—64 років, 33,3 % — особи у віці 65 років та старші. Медіана віку мешканця становила 59,1 року. На 100 осіб жіночої статі у переписній місцевості припадало 68,3 чоловіків;  на 100 жінок у віці від 18 років та старших — 67,5 чоловіків також старших 18 років.
Цивільне працевлаштоване населення становило 30 осіб. Основні галузі зайнятості: публічна адміністрація — 50,0 %, мистецтво, розваги та відпочинок — 50,0 %.